# 메고히메

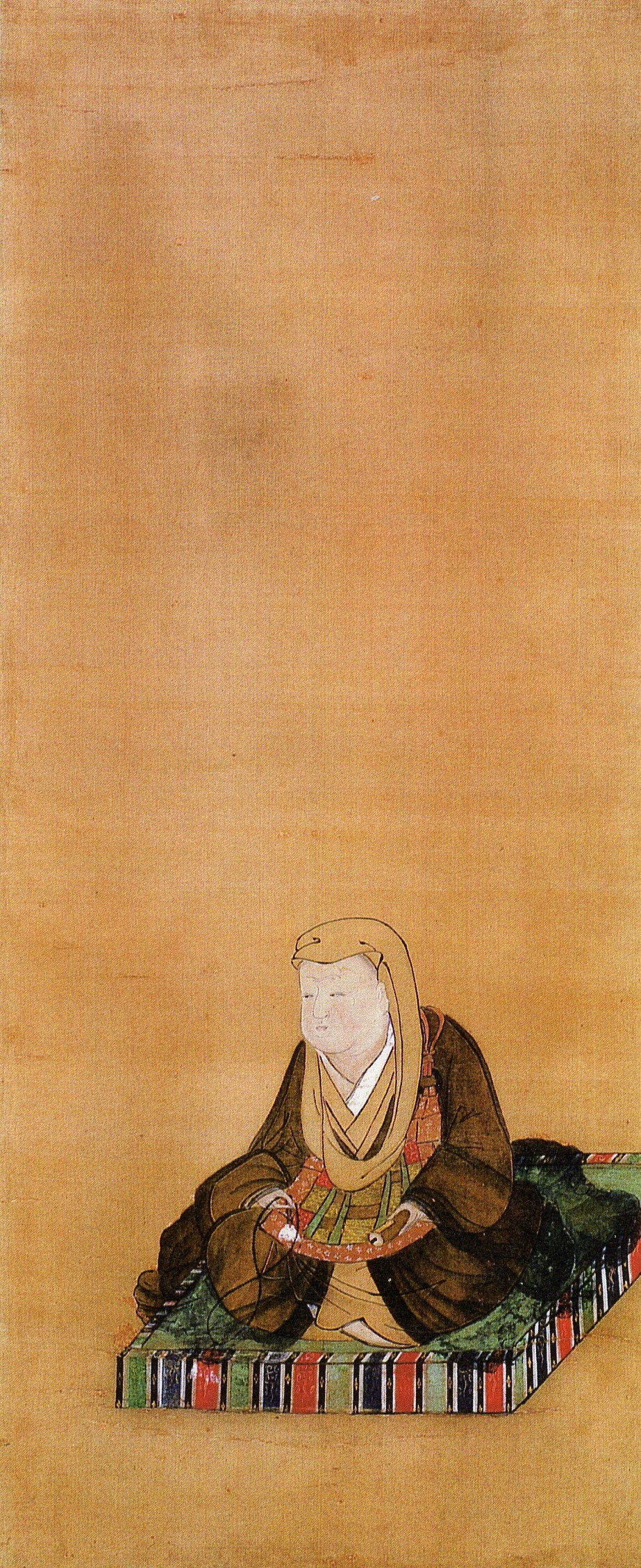

메고히메(일본어: 愛姫, 1568년 ~ 1653년 2월 21일)는 다테 마사무네의 정실이다.
다무라 기요아키의 딸로 1579년 다테 마사무네에게 시집갔다. 그러나 마사무네는 당시 자신의 암살 미수 사건에 메고히메가 데려온 다무라 집안 사람들이 관련되어 있다고 생각했고, 그녀의 유모를 비롯해 많은 시녀들을 죽였다. 이 일로 두 사람의 사이는 한때 험악했으나 차츰 나아져 1594년 메고히메는 큰딸 이로하히메와 다테 다다무네를 비롯해 네 명의 아이들을 낳았다.
외동딸이었던 메고히메는 둘째아들을 친정에 양자로 들여보낼 생각이었지만 둘째와 셋째아들이 연달아 요절하면서 결국 손자 다무라 무네요시(다다무네의 삼남)가 다무라 가문을 잇게 되었다.
1636년 남편 마사무네가 죽자 불문에 귀의하였고 그의 목상을 만들도록 명을 내리기도 하였다.
1653년 86세로 세상을 떠났다.